# Confluencias
Confluencias és una pel·lícula espanyola de curtmetratge documental dirigida el 1998 per Pilar García Elegido amb guió elaborat per ella mateixa amb Ana Rubio Isabel i Fernando Costilla Castejón, i produïda per l'ICAIC.

## Argument
Es tracta d'un treball rodat a l'Havana en 1998 durant la Biennal d'Art de l'Havana i que retrata la relació de l'art contemporani amb la memòria local dels artistes cubans mentre recorre els carrers de l'Havana.

## Premis
Goya al millor curtmetratge documental dels XIII Premis Goya.